# NSB Cmeo Type 107
Cmeo Type 107, später Bmeo Type 67, Type 67 und BM 67 ist die Bezeichnung eines norwegischen elektrischen Triebzuges, der von Norges Statsbaner (NSB) für den Nahverkehr konzipiert wurde. Von ihm wurden zwischen 1953 und 1955 18 Stück von Norsk Elektrisk & Brown Boveri und Skabo jernbanevognfabrik hergestellt. Die Mittelwagen baute Strømmen, die Steuerwagen stellte Skabo her.
Die dreiteiligen Elektrotriebzüge waren von 1953 bis 1995 im Einsatz.

## Geschichte

### Cmeo Type 107
Die Elektrotriebwagen Cmeo Type 107 waren Weiterentwicklungen der ab 1934 gebauten Cmo Type 5 (später NSB Type 65), die bereits eine Sitzanordnung 3+2 mit schwenkbaren Rückenlehnen in allen Fahrzeugteilen besaßen. So konnten die Fahrgäste immer in Fahrtrichtung sitzen. 
Die Züge erhielten die gleiche Art schwenkbarer Rückenlehnen und unterschieden sich von den Como Type 5 durch eine andere Triebdrehgestellkonstruktion. Die Motoren lagen im Drehgestellrahmen anstelle der vorher verwendete sogenannten frei aufgehängten Motoren. Ferner hatten die Wagen ganze Fensterscheiben. Es gab als Einheitsklasse nur die 3. Klasse. Die Wagen 67 01, 67 08 und 67 14 bekamen später feste Schalensitze mit halbhoher Rückenlehne.
Als die Triebwagen gebaut wurden, wurden sie mit den Nummern 18561–578 aus dem damals gültigen NSB-Nummernplan versehen. Die zugehörigen vierachsigen Steuerwagen wurden in die Baureihe CFo4b Type 4 eingeordnet und erhielten die Nummern 18651–668. Die vierachsigen Beiwagen der Baureihe Co4d Type 7 bekamen die Nummern 18857–874.

### NSB Bmeo Type 67
Alle Eisenbahnverwaltungen, die 1956 Mitglied des Internationalen Eisenbahnverbandes (UIC) mit Sitz in Paris waren, änderten in diesem Jahr ihre Klassenbezeichnungen. Die 3. Klasse wurde zur 2. Klasse aufgewertet. Dies war für NSB der Anlass, das unsystematische und ungeordnete Typensystem ihrer Triebwagen, das seit etwa 1920 in Anlehnung an das System der Personenwagen bestand, neu zu überarbeiten.
In diesem neuen Typensystem erhielten den Triebwagen die Baureihenbezeichnung Bmeo Type 67, die Steuerwagen wurden zur Baureihe BFo4b Type 4 und die Beiwagen wurden unter Bo4d Type 6 weitergeführt. Die Wagennummern, die bisher mit 18xxx begannen, blieben erhalten.

### NSB Type 67 / NSB BM 67
Mit Wirkung vom 31. Mai 1970 verfügten die NSB eine neue Zuordnung zwischen den Fahrzeugtypen und ihrer Nummerierung. Die durchgehenden Nummern ab 18xxx wurden aufgehoben und bei jedem Fahrzeugtyp begann die Zählung mit 01. Für die Triebwagen der bisherigen Baureihe Bmeo Type 67 wurde nun die Bezeichnung NSB Type 67 verwendet.
Die Bezeichnung BM 67 gilt eigentlich nur für den Motorwagen, sie wird jedoch im allgemeinen Sprachgebrauch für den gesamten Triebzug aus Motorwagen (BM 67), Mittelwagen und (B 67) Steuerwagen (BFS 67) verwendet.
Die Fahrzeuge erhielten die Nummern:
- BM 67 01–18
- B 67 31–48
- BFS 67 61–78

## Einsatz
Die Züge wurden anfangs im Nahverkehr in der Region Oslo eingesetzt.
Als die Sørlandsbane Oslo–Stavanger 1956 fertig elektrifiziert war, wurden fünf Einheiten, Bmeo Type 67.01–67.05, für den Einsatz im Nahverkehr nach Stavanger abgegeben. Sie kamen 1960 nach Oslo zurück, als Stavanger Ersatz durch Fahrzeuge der Baureihe NSB Bmeo Type 68 bekam.
Zwei Einheiten beendete in Narvik ihren Dienst, wo sie auf der Bahnstrecke Luleå–Narvik den norwegischen Abschnitt bedienten. Dies war 1970 die Einheit BM 67.07 und 1983 die Einheit BM 67.03.
Drei Einheiten wurden in den 1980er Jahren nach Kristiansand umbeheimatet, es war 1982 der BM 67.14, 1983 der BM 67.01 und 1985 der BM 67.08. Diese drei Triebzüge wurden für eine Höchstgeschwindigkeit von 100 km/h umgebaut.
In Bergen wurden einige Triebzüge in den frühen 1990er Jahren im lokalen Verkehr verwendet.
Die letzten Einsätze für die BM 67 fanden während der Olympischen Winterspiele 1994 in Lillehammer statt. Danach wurden alle Züge innerhalb eines Jahres abgestellt und ausgemustert.

## Umbauten
- BFS 67.78 wurde im Oktober 1985 in den Reisezugwagen F4 21425 zum Einsatz auf der Flåmsbana umgebaut und umgezeichnet. Er wurde 1996 ausgemustert.
- B 67.31 wurde 1992 zum Fahrradtransportwagen F6 21433 umgebaut. Er wurde im Oktober 1998 ausgemustert.
- B 67.36 wurde im Dezember 1984 zum Reisezugwagen B6 type 1 26602, B 67.47 zum B6 type 1 26603 und B 67.36 zum B6 type 1 26604 umgebaut. Wagen 26604 wurde 1996 ausgemustert.

## Erhaltene Fahrzeuge
Mehrere Einheiten sind museal bei Stiftelsen Rjukanbanen (SRjB) erhalten und in Tinnoset hinterstellt. Sie sollen im Touristikverkehr eingesetzt werden. Erste Fahrten fanden 2016 statt.
Norsk Jernbanemuseum in Hamar hat den Maschinenwagen BM 67.13 und den Steuerwagen BFS 67.75 in seine Sammlung aufgenommen.